# Mustó János
Mustó János (Lucfalva, 1934. január 27. – Salgótarján, 2012. március 30.) magyar festőművész, grafikus.

## Élete
Mustó János, 1934. január 27-én született a szlovákok lakta Lucfalván. Művészi munkássága és személyes attitűdje kettős identitásából, szlovák és magyar hagyományokból, gyökerekből táplálkozik. A Képzőművészeti Főiskolát végezte, mestere többek között Barcsay Jenő, Basilides Sándor, Jakuba János. Művészi fejlődésére nagy hatással volt Kondor Béla és Szalay Lajos. Tanulmányúton járt Olaszországban és Franciaországban, valamint Moszkvában. 1955-től kiállító művész. Hazai tárlatok mellett néhány külföldi tárlaton is bemutatta munkáit.
Tanulmányai után visszatért szülőföldjére, Salgótarjánba. Salgótarjánban működött, rajzpedagógusként.
A Magyar Képző- és Iparművészek Szövetsége, a Magyar Alkotóművészek Országos Egyesülete, a Magyarországi Szlovák Írók és Művészek Egyesülete tagjaként meghatározó szerepet játszott a város szellemi életében.
Linómetszetek mellett ragyogó színvilágú, monumentális tablókon örökített meg a fiatal megyeszékhely fejlődését. Munkásságának másik vonulatát intellektuális, gondolatgazdag, a népek, nemzetiségek együtt élését megjelenítő alkotásai, sorozatai adják.
Mustó János azt vallja a képzőművészetben, amit Bartók a zenében: 

„Az én igazi vezéreszmém, … a népek testvérré válásának eszméje… minden háborúság és minden viszály ellenére. Ezt az eszmét igyekszem… szolgálni zenémben; ezért nem vonom ki magam semmiféle hatás alól, eredjen az szlovák, román, arab vagy bármiféle más forrásból. Csak tiszta, friss és egészséges legyen az a forrás.”

– Művészet Nógrádban, 2011.

## Művei
Mustó János egy kozmikus gondolkodó volt, aki olyan filozófiai eszmerendszerben alkot, mely a világmindenség megértését, megértetését tűzte ki célul. Festményei az emberi lét állomásait kísérik végig a születéstől a halálig (Az élet vize, Születés), de legfőképp a halál felé közeledő ember balladája olvasható ki e művekből: Délután, Harangszó, Úton a csönd felé, Illés szekerén – mind átmenet az életből a halálba, a föld és a menny közötti utazás szimbolikája. Az életfa motívum majd minden alkotásán megjelenik, így az Én-te-ő című festményen is, mely az ember lelki fejlődésének állomásait, a megújulást, a termékenységet és a halhatatlanság vágyát hordozza magában, a világegyetem s a világ felépítésének struktúráját mutatja. Egyúttal jelképezi, hogy hordozzuk a saját magunk keresztjét, végigjárjuk stációnkat. Életének utolsó művei a Duna menti népek együttéléséről, problematikájáról szólt. A szlovákok lakta kistelepülésen megélt idő, a gyökerei, a múlt, a jelen, a magyar-szlovák kapcsolatok problematikája ellenére is hiszi, hogy sem az egyének, sem a népek és nemzetek nem lehetnek meg egymás nélkül és nem lehetnek egymás ellen sem. Az egymásrautaltság mind társadalmi, mind pedig kozmikus, vagyis  általános értelemben is szükségszerű. Ha ezt nem ismerjük fel, előbb-utóbb lakhatatlanná válik - tágabb értelemben a Föld, és szűkebb értelemben saját otthonunk. S kiűzetünk a Paradicsomból, ahogyan azt az Úr tette Ádámmal és Évával - és ezt látjuk Mustó János nagy Madách sorozatában, vagy pedig elszakítanak minket egymástól, ahogyan egy népi láncszakító gyermekjátékot, az Adj, király katonát című grafikai lapjával idéz meg. Vagyis ha nincs összefogás  felszabdalhatnak országot, hazát, földet, családot és egy egész világot.

## Díjai
- 2010: Nógrád megyei Príma Díj[5]